# Ichnusa
L'Ichnusa est un ferry appartenant à Genova Trasporti Marittimi (une coentreprise détenue par Finsea et le chantier naval génois San Giorgio del Porto (it)). Le nom du navire vient de l'ancien nom grec de la Sardaigne.
D'une jauge d'environ 2 200 tonnes et d'une vitesse maximale de 13 nœuds, il peut accueillir 350 passagers et 50 voitures.

## Histoire
Conçu à l'origine pour Tirrenia CIN, il a d'abord été utilisé sur la route Bonifacio-Santa Teresa Gallura. En 1988, l'unité est passée de Tirrenia à la filiale Saremar, avec laquelle elle a opéré jusqu'au 31 mars 2016. En raison de la fermeture de la compagnie régionale, le ferry a été acheté par BluNavy.
En avril 2019, il a subi d'importants travaux qui ont impliqués la modernisation du bar intérieur, la création d'une buvette extérieure et la rénovation du salon et des toilettes.
Le navire, après la saison estivale dans les bouches de Bonifacio, met le cap sur Gênes où il reste près de deux mois. Le 22 novembre, il part pour Piombino mais, en raison du mauvais temps, il est détourné vers Portoferraio où il reste amarré au quai 1 Nord jusqu'au 24 novembre. Le lendemain, il débute les essais d'approche dans les ports toscans puis entre en service le 30 novembre.
Pendant la période de la pandémie de Covid-19, le service sur la ligne a été prolongé d'environ un mois.
Le ferry, après cinq mois et onze jours de service sur la ligne entre les deux ports toscans, est désarmé et après quelques semaines quitte Piombino pour Santa Teresa Gallura afin de rouvrir les liaisons entre la Sardaigne et la Corse. Après la fermeture anticipée de la saison, il est retourné à Piombino, où il est resté désarmé jusqu'au début novembre, puis a atteint le port de  Reggio de Calabre, où il est resté désarmé jusqu'à la saison estivale, pour revenir à Piombino en avril 2021.
Le 31 mai 2021, la vente à Genova Trasporti Marittimi (Ichnusa Lines) a été annoncée.
Du 16 décembre 2021 à mars 2022, il a été affrété pour la compagnie Moby Lines, assurant un service entre la Sardaigne et la Corse sur la ligne Santa Teresa Gallura-Bonifacio et inversement, en remplacement des ferries Giraglia et Bastia, en arrêt technique en raison de pannes.